# Campeonato Carioca de Futebol de 1936 (LCF)
O Campeonato Carioca de Futebol de 1936 organizado pela pela Liga Carioca de Football (LCF) foi vencido pelo Fluminense, com o Flamengo ficando com o vice-campeonato.
Como chegaram ao final do campeonato empatados em pontos, Fluminense e Flamengo decidiram o título em três partidas extras.

## Classificação
| Classificação | Classificação | Classificação | Classificação | Classificação | Classificação | Classificação | Classificação | Classificação | Classificação |
| Pos           | Time          | PG            | J             | V             | E             | D             | GP            | GS            | SG            |
| ------------- | ------------- | ------------- | ------------- | ------------- | ------------- | ------------- | ------------- | ------------- | ------------- |
| 1             | Fluminense    | 23            | 15            | 10            | 3             | 2             | 57            | 16            | +41           |
| 1             | Flamengo      | 23            | 15            | 10            | 3             | 2             | 44            | 16            | +28           |
| 3             | America       | 22            | 15            | 9             | 4             | 2             | 41            | 21            | +20           |
| 4             | Bonsucesso    | 8             | 15            | 3             | 2             | 10            | 21            | 47            | -46           |
| 4             | Portuguesa    | 8             | 15            | 2             | 4             | 9             | 12            | 46            | -34           |
| 6             | Jequiá        | 6             | 15            | 3             | 0             | 12            | 24            | 53            | -29           |

## Decisão do título
1. 20/12/1936 Fluminense 2-2 Flamengo
2. 23/12/1936 Fluminense 4-1 Flamengo
3. 27/12/1936 Fluminense (campeão) 1-1 Flamengo

- FLUMINENSE 1 x 1 FLAMENGO

- Data – 27 / 12 / 1936
- Local – Estádio de Laranjeiras
- Renda: 68.676$300.
- Público - 15.386 pagantes.
- Árbitro – Carlos de Oliveira Monteiro “Tijolo”
- Fluminense – Batatais, Guimarães e Machado; Marcial, Brant e Orozimbo; Mendes (Sobral), Lara, Russo (Vicentino), Romeu e Hércules. Técnico: Carlos Carlomagno.
- Flamengo – Raymundo, Carlos Alves e Marin; Médio, Fausto e Oto; Sá, Caldeira, Alfredinho, Leônidas da Silva (Nélson) e Jarbas. Técnico: Flávio Costa.
- Gols: Leônidas aos 25' e Hércules aos 57'.
- Obs: Leônidas da Silva e Marcial foram expulsos.

## Premiação
| Campeonato Carioca de 1936 (LCF) |
| Rio de Janeiro                   |
| -------------------------------- |
| FLUMINENSE Campeão (10º título)  |